# Diglyphus anadolucus
Diglyphus anadolucus är en stekelart som beskrevs av Miktat Doganlar 1982. Diglyphus anadolucus ingår i släktet Diglyphus och familjen finglanssteklar.
Artens utbredningsområde är Turkiet. Inga underarter finns listade i Catalogue of Life.